# ايثان فيليبس
ايثان فيليبس (بالإنجليزية: Ethan Phillips)‏ (مواليد 8 فبراير 1955 في نيويورك، الولايات المتحدة)، هو ممثل وكاتب مسرحي أمريكي بدأ مسيرته الفنية عام 1977.

## الأعمال
- سانتا الشرير
- داخل لوين ديفيس
- بوشنغ ديزيز
- بونز
- ايلي ستون
- عقول إجرامية
- نمبرز
- لاس فيغاس
- بوسطن ليغال
- ذا منتاليست

## وصلات خارجية
- ايثان فيليبس على موقع IMDb (الإنجليزية)
- ايثان فيليبس على موقع روتن توميتوز (الإنجليزية)
- ايثان فيليبس على موقع قاعدة بيانات الأفلام العربية
- ايثان فيليبس على موقع ألو سيني (الفرنسية)
- ايثان فيليبس على موقع ميوزك برينز (الإنجليزية)
- ايثان فيليبس على موقع أول موفي (الإنجليزية)
- ايثان فيليبس على موقع قاعدة بيانات برودواي على الإنترنت (الإنجليزية)
- ايثان فيليبس على موقع قاعدة بيانات الأفلام السويدية (السويدية)
- ايثان فيليبس على موقع إن إن دي بي (الإنجليزية)
- ايثان فيليبس على موقع أول ميوزيك (الإنجليزية)